# Orjiol i resjka
Orjiol i resjka (russisk: Орёл и решка, da.: Plat og krone) er en russisk komedie-dramafilm fra 1995 instrueret af Georgij Danelija. Filmen er baseret på en novelle af Vladimir Makanin.

## Handling
Filmens hovedperson, gasingeniøren Oleg Tjagin (spillet af Kirill Pirogov) er taget til Ruslands nordlige egne for at tjene penge til sit bryllup. Han vender dog tilbage til Moskva, da han hører, at hans forlovede Elena allerede har giftet sig med en anden mand - Vadim Klimov. Oleg ønsker at få Elena tilbage, men er har ikke held med sit forehavende.  uden held i sine forsøg. Hans bekendte Georgiy (Leonid Yarmolnik) lader Oleg blive i sin lejlighed, da han tager på forretning i Hong Kong.
Oleg bliver i stedet glad for en anden pige - Zinajda Prisjtjepkina (spillet af Polina Kutepova). Zinajda har en eksmand - en fange, som pigen flyver til Sotji for at besøge.
Efter en lang række forviklinger, hvor Oleg skifter mellem Elena og Zinajda, og hvor Oleg under forløbet bliver syg og hjemløs, møder han atter Zinajda, som han ender med at tage med til nord og de to ender med at blive gift

## Medvirkende
- Kirill Pirogov – Oleg Tjagin
- Polina Kutepova – Zina Prisjjepkina
- Oleg Basilasjvili – Savitskij
- Stanislav Govorukhin – Zosima Petrovitj
- Leonid Jarmolnik – Gosja